# Kaplica Mazarakich w kościele Mariackim w Krakowie

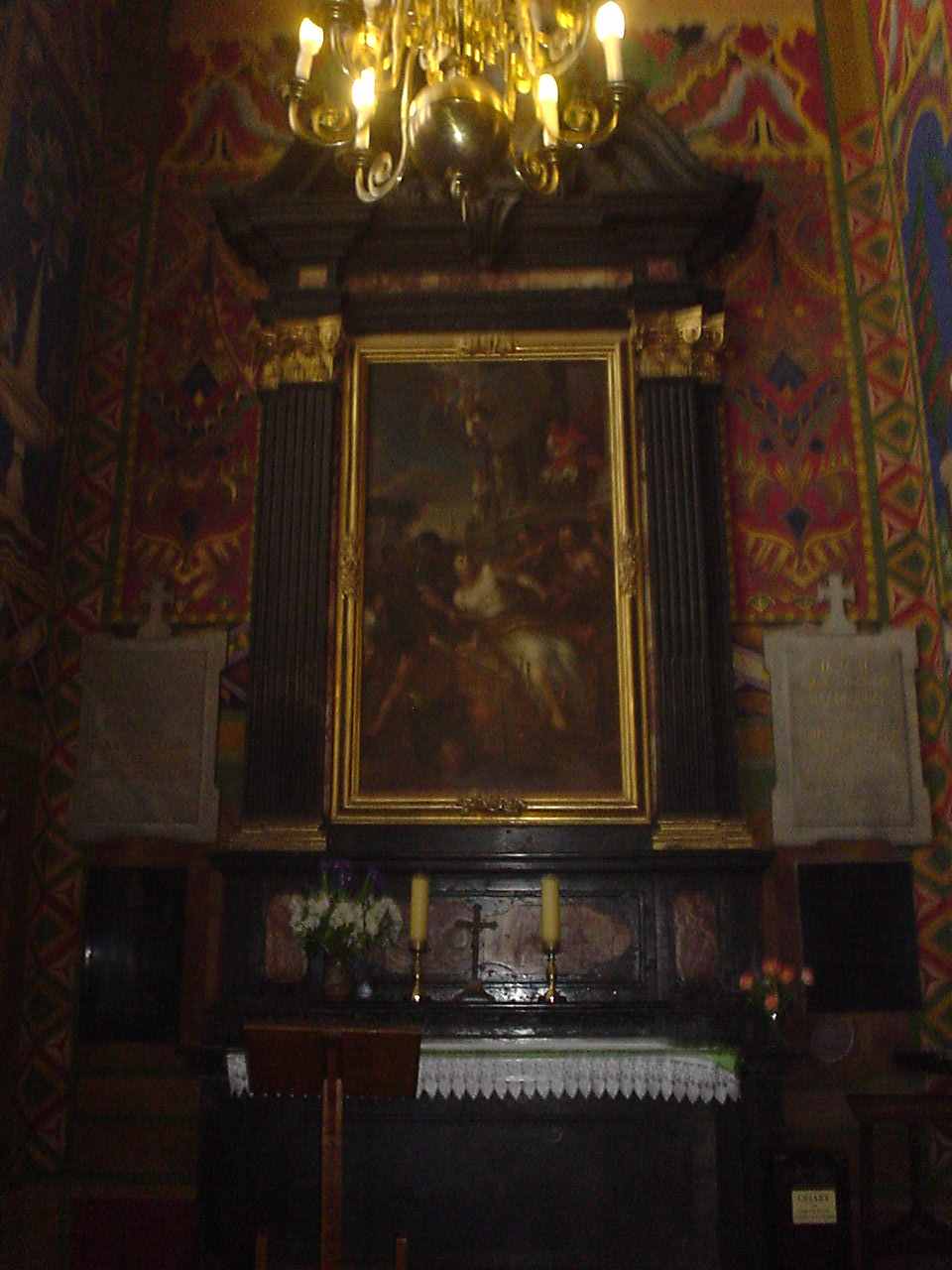
Ołtarz w kaplicy św. Wawrzyńca z tablicami Mazarakich po bokach

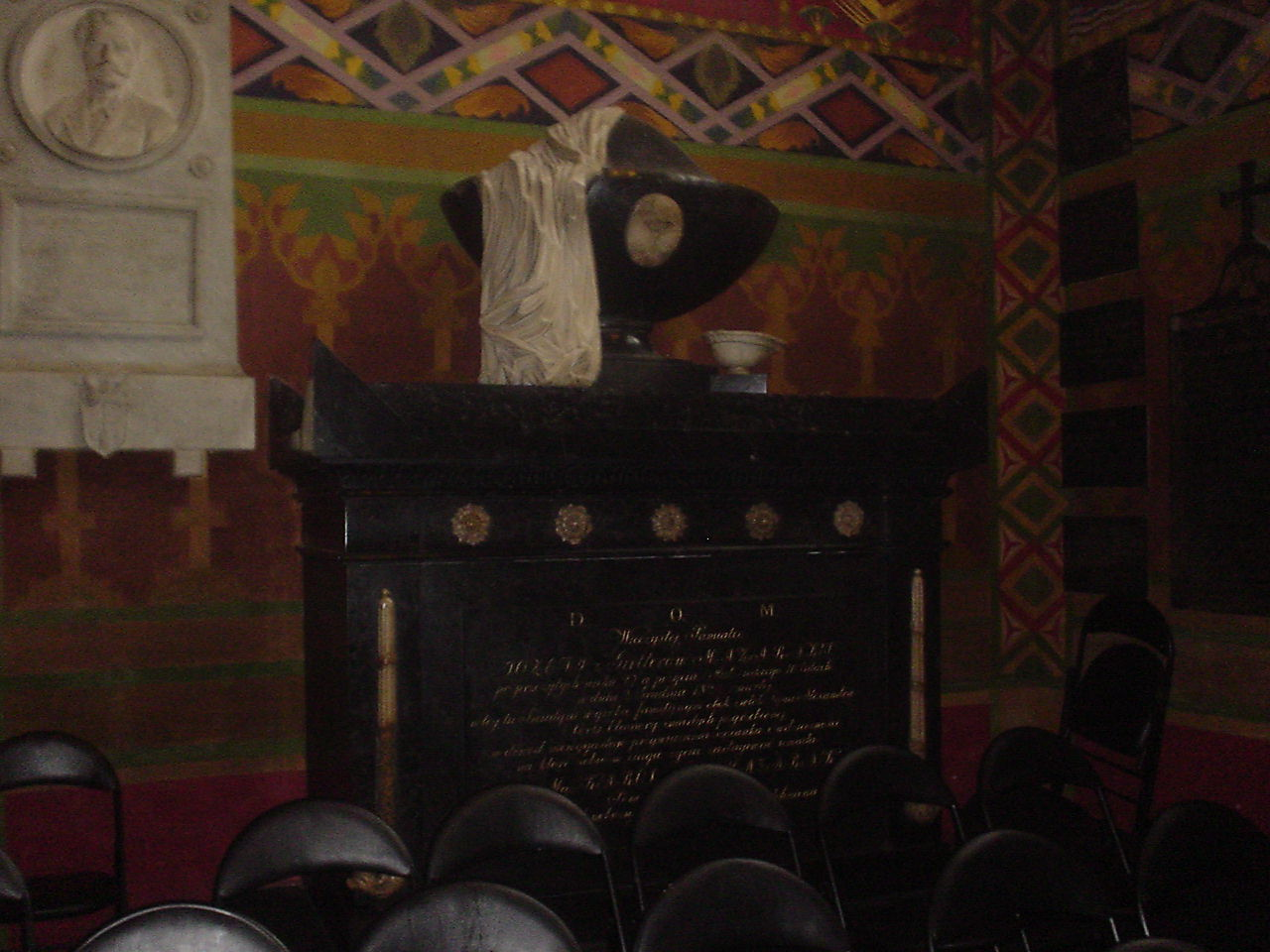
Grobowiec Józefy z Girtlerów Mazarakowej, z lewej płyta Augusta Mazarakiego

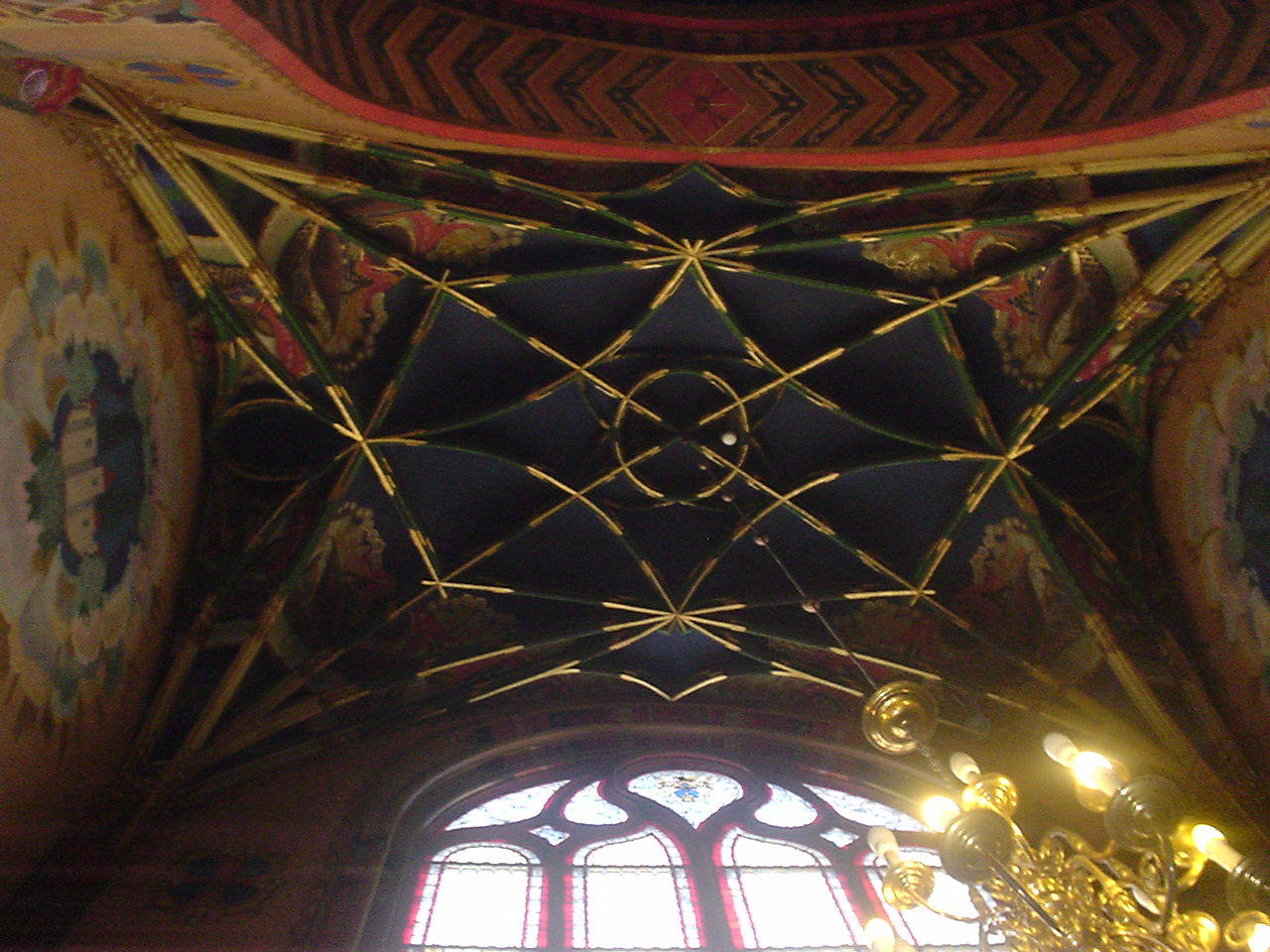
Sklepienie kaplicy św. Wawrzyńca z widocznym witrażem herbowym Mazarakich w oknie

Kaplica pw. św. Wawrzyńca, zwana Mazarakich (inaczej również Gutteterowską lub Turzonowską) – jedna z kaplic w obrębie kościoła Wniebowzięcia Najświętszej Marii Panny w Krakowie, przylega do północnej nawy bocznej, pomiędzy kaplicą Bonerów a kruchtą północną.
Kaplicę wybudowano w l. 1423–1441 z fundacji rajcy krakowskiego Marka Noldenfressera. Z tego okresu zachowało się gotyckie okno z maswerkiem oraz sklepienie, będące unikatowym przykładem tak skomplikowanego krzywobieżnego opracowania żeber w granicach ówczesnego Królestwa Polskiego. W późniejszym okresie jej kolatorami stały się bogate kupieckie rody Gutteterów i Turzów (Thurzonów) von Bethlemfalva. W latach 20. XIX w., w okresie Wolnego Miasta Krakowa, opiekę nad kaplicą przejął ziemianin i obywatel krakowski Karol Mazaraki (1782-1841), grzebiąc w znajdującej się pod nią kryptą swoją matkę Annę z Jelita Bielskich, żonę Józefę z Girtlerów oraz przedwcześnie zmarłe dzieci, a następnie przeznaczając ją również na miejsce swojego własnego pochówku. Od tej pory kaplica św. Wawrzyńca stała się mauzoleum rodowym Mazarakich herbu Newlin, a więc potomków Michała Mazarakiego (elektora Augusta II Mocnego z województwa ruskiego), którego synowie zapoczątkowali kilka linii tego rodu. Pod koniec XIX w. ściany kaplicy zostały pokryte polichromią pędzla Jana Bukowskiego. Z tego okresu pochodzi też zapewne witraż z herbem Newlin, znajdujący się w zwieńczeniu gotyckiego okna.
Kaplicę zamyka trójosiowa brama z r. 1736, wykonana z czarnego marmuru dębnickiego i inkrustowana marmurem paczółtowickim.

## Członkowie rodu Mazarakich herbu Newlin upamiętnieni tablicami w kaplicy św. Wawrzyńca
Linia lwowska
- Michał Mazaraki (1660-1723), syn Jana (pierwszego z polskich Mazarakich, indygenowanego w r. 1658)
- Stanisław Mazaraki (1710-1792), syn Michała

Linia kijowska
- Ludwik Mazaraki (1755-1827), syn Stanisława
- Jan Mazaraki (1797-1857), syn Ludwika
- Olimpia z Trzeciaków, żona Jana
- Wincenty Mazaraki (1799-1874), syn Ludwika
- Maria z Meleniewskich, żona Wincentego
- August Mazaraki (1846-1881), syn Jana i Olimpii
- Wacław Mazaraki (1842-1907), syn Jana i Olimpii
- Stanisława ze Światopełk Czetwertyńskich, żona Wacława
- Edward Mazaraki (1868-1911), syn Wacława i Stanisławy
- Julia z Potockich (1880-1956), żona Edwarda, wnuczka Walerii z Mazarakich
- Stanisław Mazaraki (1898-1909), syn Edwarda i Julii

Linia krakowska
- Anna z Bielskich, żona Stanisława, wnuka Michała
- Karol Mazaraki (1782-1841), syn Stanisława i Anny, prawnuk Michała
- Józefa z Girtlerów, żona Karola
- Henryk Aleksander Mazaraki (zm. przed 1822), syn Karola i Józefy
- Eleonora Mazaraki (zm. przed 1822), córka Karola i Józefy
- Jan Mazaraki (1840-1922), praprawnuk Michała, syn stryjecznego brata Karola
- Michalina z Reklewskich, żona Jana
- Aleksander Mazaraki (1901-1964), syn Jana i Michaliny
- Maria z Czarnków, żona Aleksandra
- August Mazaraki (1856-1913), praprawnuk Michała, brat Jana i syn stryjecznego brata Karola
- Daniela z Wyganowskich, żona Augusta
- Stanisław Jan Mazaraki (1888-1935), syn Augusta i Danieli
- Halina z Bekiesz-Mroczkiewiczów (1902-1970), żona Stanisława, córka Aleksandry z Mazarakich
- Alina z Obrąckiewiczów, żona Andrzeja, syna Stanisława i Haliny

Linia warszawska/sandomierska
- Aleksander Mazaraki (1852-1919), prapraprawnuk Michała
- Leonia z Wojciechowskich, żona Aleksandra

Linia rzeszowska
- Henryk Mazaraki (1832-1910), praprawnuk Michała
- Maria z Korczyńskich, żona Henryka

Oprócz nagrobków Mazarakich, w kaplicy znajduje się jeszcze kilka innych płyt i pomników z okresu przed przejęciem opieki nad kaplicą przez Karola Mazarakiego - wśród upamiętnionych jest m.in. Eliasz Wodzicki.